# Beauforthavet
Beauforthavet er en stor vandmasse nord for Alaska, der er en del af Ishavet. Havet strækker sig over ca. 450.000 km². Havet er opkaldt efter englænderen Sir Francis Beaufort.
72°N 137°V / 72°N 137°V